# Pistolet maszynowy Hovea M/49
Hovea M/49 – szwedzki pistolet maszynowy zaprojektowany w firmie Husqvarna Husqvarna Vapenfabrik AB (Hovea), przyjęty do uzbrojenia w Danii.

## Historia
Przed II wojną światową armia szwedzka podobnie jak większość armii świata nie miała na uzbrojeniu pistoletu maszynowego. Dopiero w 1937 roku zakupiono niewielką ilość pistoletów maszynowych Suomi. Zostały one wyprodukowane w szwedzkich zakładach Husqvarna Vapenfabrik AB i przyjęte do uzbrojenia jako Kulsprutepistol m/37 (Kpist m/37). Suomi w wersji szwedzkiej strzelał przepisowym szwedzkim nabojem pistoletowym 9 × 20 mm SR Browning Long. Po przyjęciu w 1939 roku do uzbrojenia pistoletu m/39 (niemiecki Walther P 38) i naboju 9 x 19 mm Parabellum do uzbrojenia przyjęto pistolet maszynowy m/37-39 (Suomi ze skróconą lufą, kalibru 9 × 19 mm Parabellum).
Zaostrzająca się sytuacja międzynarodowa sprawiła, że postanowiono zakupić większe ilości pistoletów maszynowych. Tymczasem wybuchła wojna zimowa i produkowane przez Husqvarne Suomi były wysyłane do Finlandii. Próbowano więc zakupów zagranicznych. Jako pierwsze zakupiono niemieckie Bergmanny MP35 (jako Kpist m/39) ale dostawy tych pistoletów maszynowych zostały szybko wstrzymane przez Niemców. Później zakupiono w USA Thompsony M1928 (Kpist m/40) ale wkrótce dostawy także zostały zatrzymane.
Po zakończeniu wojny zimowej możliwe stały się znowu dostawy pistoletów maszynowych m/37-39, ale coraz bardziej widoczne było, że Suomi jest bronią przestarzałą, drogą i skomplikowaną w produkcji. Kiedy w 1941 roku Finlandia znowu znalazła się w stanie wojny ze Związkiem Radzieckim i ponownie zarezerwowała całą produkcję Husqvarny podjęto decyzję o rozpoczęciu prac nad nowym pistoletem maszynowym.
Za najlepsze konstrukcje zagraniczne uznano niemieckiego MP40 i angielskiego STENa. Na początku 1943 roku zamówiono po sześć egzemplarzy tych pistoletów maszynowych. Po badaniach uznano, że optymalna konstrukcja będzie łączyła ogólny układ i mechanizm spustowy MP40 z prostotą konstrukcyjną STENa.
W 1944 roku rozpoczęto próby prototypów skonstruowanych w firmach Husqvarna Vapenfabrik AB (HVA czyli Hovea) i Carl Gustaf Stads Gevärfaktori. Pierwsza przedstawiła konstrukcję oznaczoną jako Hovea fm/44, druga Carl Gustaf fm/1944. Po próbach do uzbrojenia przyjęto w 1945 roku konstrukcję zakładów Carl Gustaf która otrzymała oznaczenie Kulsprutepistol m/45.
Po przegraniu konkursu na broń dla armii szwedzkiej konstruktorzy firmy Hovea kontynuowali doskonalenie swojego pistoletu maszynowego. Największą zmianą było zastąpienie kolby składanej pod spód komory zamkowej, kolbą składaną na bok komory zamkowej (rozwiązanie skopiowane z Kpist m/45).
W 1949 roku zmodernizowana wersja została przyjęta do uzbrojenia armii duńskiej jako M/49. Produkcję licencyjną rozpoczęto w zakładach Haerens Vabenarsenalet w Kopenhadze.
Pistolet M/49 nie jest już produkowany, ale do 2005 roku nie został oficjalnie wycofany z uzbrojenia armii duńskiej.

## Opis
M/49 jest bronią samoczynną. Zasada działania oparta na odrzucie zamka swobodnego. Mechanizm spustowy umożliwia prowadzenie ognia wyłącznie seriami. Broń zabezpiecza się poprzez wprowadzenie rękojeści przeładowania w wycięcie komory zamkowej.
M/49 jest bronią zasilaną przy pomocy magazynków pudełkowych. Dawniej stosowano czterorzędowe magazynki o pojemności 50 naboi, później dwurzędowe magazynki o pojemności 36 naboi. Oba typy magazynków są wymienne z magazynkami pistoletów maszynowych Carl Gustaw m/45 i Suomi.
Lufa o długości 215 mm, w perforowanej osłonie.
Kolba składana na bok komory zamkowej. Przyrządy celownicze mechaniczne (celownik przerzutowy, nastawy 100 i 200 m).